# Alexander Pope

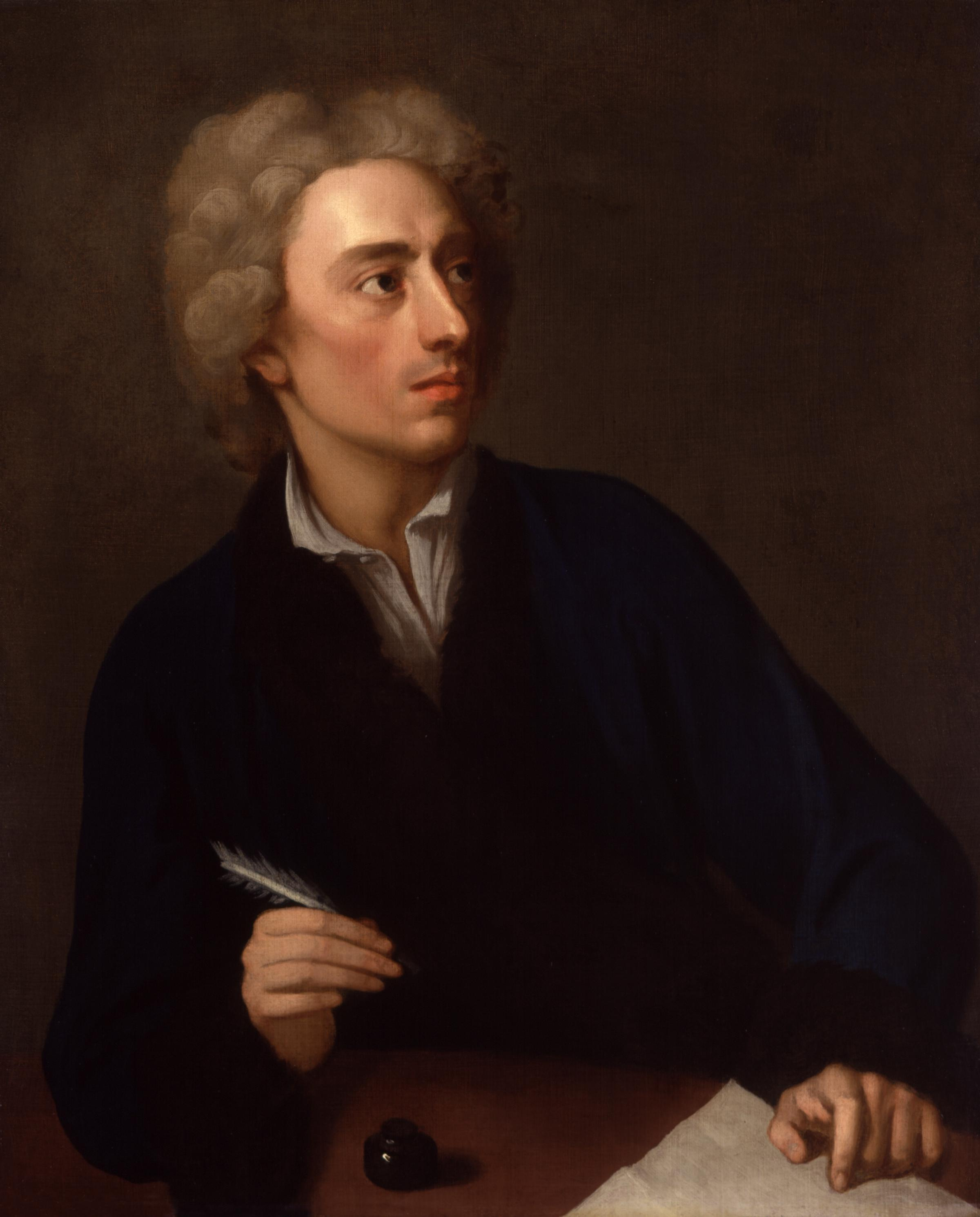
Pope portréja, Michael Dahl festménye

Alexander Pope (London, 1688. május 21. – Twickenham, 1744. május 30.) angol költőt általánosan a 18. század első felének legnagyobb költőjeként tartják számon. Leginkább szatirikus művéről és Homérosz angol nyelvű fordításairól híres, az angol nyelv harmadik legidézettebb írója Shakespeare és Tennyson után. Pope a párrímes ötös jambus, a „heroic couplet” mesteri művelője volt, melyet először Dryden használt.

## Élete
Pope Londonban született Alexander és Edith Pope, római katolikus szülők gyermekeként. Iskolai tanulmányait teljes mértékben ellehetetlenítette az a 17. század végén hozott törvénysorozat, amely az anglikán egyház erejét hivatott megerősíteni az Egyesült Királyságban (penal law). Mivel a katolikusokat kizárták az állami oktatásból, Pope-ot nagynénje tanította olvasni, majd egy titkos katolikus iskolába járt, amiket egyébként a törvény tiltott.

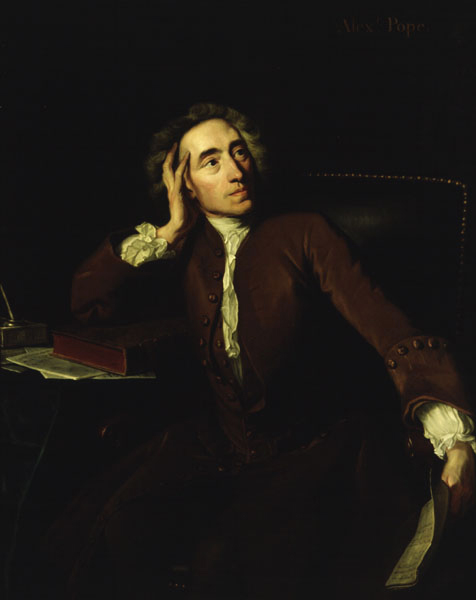
Alexander Pope, Jean-Baptiste van Loo festménye 1742-ből

Kora gyermekkorától kezdve egészségügyi problémákkal küzdött, többek között tuberkulózissal, melyek testét eltorzították és megállították a növésben. Nem is nőtt nagyobbra 137 centiméternél. Annak ellenére, hogy sohasem nősült meg, rengeteg női barátja volt, akikkel sűrűn levelezett.
1700-ban a szigorú katolikusellenes törvények miatt el kellett hagyniuk Londont, Berkshire-be költöztek.
Pope hosszú tanulmányokba kezdett, önállóan tanulmányozva az angol, a francia, az olasz, a latin és az ókori görög irodalmat. Ekkoriban fontos barátokra is lelt, akik bevezették őt London irodalmi életébe.
1710-ben kiadott első verseskötete (Poetical Miscellanies) azonnali sikert hozott a fiatal költőnek. Ezután írta meg híres irodalmi kritikáját, Esszé a kritikáról (An Essay on Criticism) címmel. Egyfelől hatalmas sikert aratott a könyv, azonban kihívta néhány irodalomkritikus haragját is, mint például John Dennis, és ez nagy irodalmi párbajokhoz vezet a későbbiekben.
1711 környékén barátságot kötött John Gay, Jonathan Swift és John Arbuthnot írókkal. 1712-ben megalapították a Scriblerus Klubot, amelynek célja az volt, hogy kifigurázza a nemtörődömséget és a tudálékosságot. Ehhez létrehoztak egy fiktív alakot, Martinus Scriblerust.
A Fürtrablás (The Rape of the Lock, 1712) című vers talán Pope legismertebb költeménye, amely egy játékos, szellemes modorú, burleszk jellegű vígeposz, benne a rokokó a klasszicizmussal keveredik. A komikus eposz az arisztokrata udvari körök szellemesen eredeti, kritikus, de nem sértő gúnyrajza. Csokonai Dorottyájának egyik ihletője.
Pope már gyermekkorától Homérosz bűvkörében élt, és 1713-ban bejelentette, hogy lefordítja az Iliaszt. A fordítás sikerének köszönhetően Pope rendkívül jól megélt az írásból. Ő volt Angliában az első költő, aki egyedül az írásból el tudta tartani magát. Ráadásul annyi pénze összejött, hogy 1719-ben villát vásárolt Twickenhamben, amely hamarosan neves szerzők találkozóhelyévé nőtte ki magát.
Az Iliasz sikerén felbuzdulva Pope lefordította az Odüsszeiát is. Ebben a fordításban már segítői is akadtak (William Broome és Elijah Fenton).
Pope ekkoriban vált elégedetlenné Robert Walpole miniszteri munkájával, és az ellenzék buzdítására megírta egyik legjelentősebb kritikáját Az embernek próbája címmel (An Essay on Man, 1733–1734), amely deista világképet vázol, a gonoszság szerepét mutatja be a földön. A művet Bessenyei György (1746–1811) szabad fordításából ismerhetjük.
1738 után már keveset írt. Játszadozott az ötlettel, hogy megírja Brutus címen Anglia nemzeti eposzát, azonban csak a nyitó sorok készültek el. 1742-ben kiadták negyedik kötetét, majd az ezt követő évben összes művét egy kötetben.

## Művei
- (1709) Pastorals

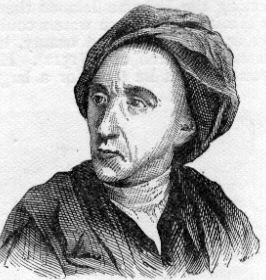
Pope arcképe, William Hoare műve

- (1711) Esszé a kritikáról (An Essay on Criticism)
- (1712) The Rape of the Lock
- (1713) Windsor Forest
- (1715-1720) Iliasz (fordítás)
- (1717) Eloisa to Abelard
- (1717) Elegy to the Memory of an Unfortunate Lady
- (1725-1726) Odüsszeia (fordítás)
- (1728) The Dunciad
- (1734) Az embernek próbája (Essay on Man)
- (1735) The Prologue to the Satires

## Magyarul
- Az embernek próbája; Pope átdolg., ford. Bessenyei György; Kaliwoda Ny., Bécs, 1772
- Pope, próba-tétele az emberről. Más poetákból való toldalékkal; ford. Bólyai Farkas; Fiedler, Marosvásárhely, 1819
- Pope Sándorː Próbatétel az emberről; frantzia versekből ford. Héczei Pál; Landerer Ny., Buda, 1829
- Pope Sándorː A műbírálatról. Tanköltemény; ford. Lukács Móricz; Franklin, Bp., 1876 (Olcsó könyvtár)
- Fürtrablás. Furcsa vitézi versezet; ford., jegyz., utószó Molnár Imre; Magyar Helikon, Bp., 1964
- Az epikus költészetről; ford. Szobotka Tibor; in: Hagyomány és egyéniség. Az angol esszé klasszikusai; vál. Európa Könyvkiadó munkaközössége, közrem. Ruttkay Kálmán, Ungvári Tamás, utószó Abody Béla, jegyz. Abádi Nagy Zoltán; Európa, Bp., 1967
- A fürtrablás. Komikus hősköltemény; ford., utószó, jegyz. Julow Viktor; Magyar Helikon, Bp., 1980
- Az embernek próbája / Az ember; ford. Bessenyei György; inː Költemények; sajtó alá rend. Gergye László; Akadémiai, Bp., 1991 (Bessenyei György összes művei)